# Aphonopelma harlingenum
Aphonopelma harlingenum là một loài nhện trong họ Theraphosidae.
Loài này thuộc chi Aphonopelma. Aphonopelma harlingenum được Ralph Vary Chamberlin miêu tả năm 1940.